# Districte de Basti
El districte de Basti (hindi: जिला बस्ती, urdú: ضلع بستی) és una divisió administrativa d'Uttar Pradesh a l'Índia amb capital a Basti. Forma part de la divisió de Basti. El nom deriva de Vaishishti que fou com es va anomenar originalment.

## Superfície i població
El 1991 tenia una superfície de 7,309 km². La població el 2001 era de 2.068.922 persones. El 1881 tenia 7.128 km² i el 1901 eren 7.231 km²; La població (distribuïda el 1901 en quatre ciutats i 6.903 pobles) era:
- 1872, 1.473.029
- 1881, 1.630.612
- 1891, 1.785.844
- 1901, 1.846.153

## Geografia
El territori és regat pel Ghaghra i el Rapti Occidental; altres rius són el Kuwana, i els seus tributaris, Rawai, Manwar i Katnehia, i l'Ami del Rapti.

## Administració
Està dividit en tres tahsils (Basti, Harriya i Bhanpur) i tretze blocks de desenvolupament:
- Bahadurpur
- Kaptanganj
- Saltaua
- Harriya
- Kudraha
- Gaur
- Basti
- Rudhauli
- Parasrampur
- Saunghat
- Bankati
- Ramnagar
- Vikramjot

Té també 139 Nyay Panchayat, 1097 Gram Sabha i 3354 pobles.

## Història
El territori fou conegut com a Kosala. Rama fill i successor del rei Dasharatha, va portar la dinastia al cim. A la seva mort el fill gran Kush va pujar al tron mentre el fill segon, Lav, va rebre el nord del regne amb capital a Shravasti. D'aquestos rei se'n parla al Mahabharata.
Després del govern del guptes, al segle VI el territori va començar a ser abandonat. La dinastia Maukhari amb seu a Kanauj, va assolir l'hegemonia i és possible que dominés Basti. Al començament del segle ix el rei Gurjara-Pratihara, Nagbhatta II, va enderrocar al regne dels ayodhyes que governaven a Kanauj i van convertir aquesta ciutat en la seva nova capital; van arribar al cim amb Mihira Bhoja (836-885). Durant el regnat de Mahipal, el poder de Kanauj va declinar i la regió de l'Oudh va ser dividida en petits estats locals que van acabar dominats pels Gahadwala de Kanauj. Jaychandra (1170-1194), el darrer, va morir en la batalla Chandawar prop d'Etawah) lluitant contra l'exèrcit musulmà de Shihab al-Din Muizz al-Din Muhammad el virrei gúrida. Mort el rei el 1194 els musulmans no van tardar a ocupar a Kanauj. En tot aquest temps Basti estava dominat pels bhars i era territori salvatge; nombroses restes dels bhars s'han trobat al districte però la història d'aquest poble és desconeguda. A la meitat del segle xiii es van establir a la regió els srinetra rajputs dirigits per Chandra Sen quer va expulsar els domkatar del Basti oriental; els rajput kalhans de Gonda també es van establir després a Basti; al sud dels kalhans hi havia Nagar regit per un raja de nom Gautam, i a Mahuli hi governaven els rajputs mahsuiyes de Mahso. Més tard el clam chauhan representat per tres caps mukunds fugits de Chittaur va governar en indivís el que després fou el districte de Basti (si bé més tard va passar a Siddharthnagar). Al final del segle xiv la regió d'Amorha al districte de Basti estava regida per la dinastia Kayasth.
Al començament del segle xiii Nasr al-Din Mahmud Shah (després sultà 1246-1266) fill de Shams ad-Din Iltutmish (sulta del 1211 fins al 1236) va ser nomenat governador d'Oudh vers 1225 i va aniquilar la resistència dels bhars. El 1323 Tughluk Shah I (1320-1325) va marxar per Bahraich i Gonda cap a Bengala però va evitar passar per Basti i va anar per riu fins Ayodhya. Fins al 1479 Basti va romandre sota control de sobirans rajputs locals vassalls dels sultans de Jaunpur. Bahlul Shah Lodi (1452-1489) va annexionar llavors Juanpur i va donar el govern de la zona al seu nebot Muhammad Farmuli (Kala Pahar) amb seu a Bahraich, amb el territori de Basti inclòs.
Sota Akbar el Gran el territori fou part del sarkar de Gorakhpur a la suba d'Awadh o Oudh. El districte fou refugi per diversos caps afganesos entre els quals Ali Quli Khan, Khan Zaman, el governador de Jaunpur. El 1680 Aurangzeb va enviar a un funcionari anomenat Ghazi Khalil al-Rahman com chalikdar (tinent de la regió) de Gorakhpur segurament per regular el pagament del tribut pels caps locals. Ghazi Kalil al-Rahman va anar des de Ayodhya i va forçar als senyors locals de la zona tocant a Gorakhpur a fer els pagaments corresponents; els rajes d'Amorha i Nagar, que havien adquirit un cert poder, es van sotmetre i es va evitar la guerra; el governador va anar llavors a Maghar on va establir guarnició i va obligar el raja de Bansi a retirar-se cap a les fortaleses a la riba del Rapti. La ciutat de Khalilabad, capital del nou districte de Sant Kabir Nagar, va rebre el nom del governador, que fou enterrat a Maghar. El febrer de 1690, Himmat Khan (fill de Khan Jahan Bahadur Zafar Jang Kokaltash, subadar d'Allahabad) fou nomenat subadar d'Oudh i fawjdar (comandant militar) de Gorakhpur que tenia a Basti i diversos districtes de la zona entre les seves atribucions.
Saadat Khan fou nomenat el 9 de setembre de 1772 virrei o subadar d'Oudh i fawjdar de Gorakhpur. En aquest moment Bansi i Rasulpur estaven en mans del raja Sarnet; Binayakpur dels caps Chauhan de Butwal; Basti dels Kalhan; Amorha del raja Kayastha; Nagar dels Gautams; Mahuli de la línia majors dels Suryavamsis; i Maghar era l'única zona sota directe control del virrei o nawab i estava dominada per una guarnició musulmana. El novembre de 1801, Saadat Ali Khan, successor del nawab Shuja al-Daula va rendir Gorakhpur a la Companyia Britànica de les Índia Orientals, i en el districte fou inclòs en el futur districte de Basti i altres territoris. Routledge fou el primer col·lector de Gorakhpur. Els forts de molts caps locals foren arrasats, però es va fer excepció amb els de Basti i del raja d'Amorha
Gorakhpur va participar en el motí del 1857 i fou reconquerida pels britànics el 5 de gener de 1858. L'exèrcit rebel que s'oposava a l'avanç de les forces de Rowcroft estava format per 15000 amb quarter a Belwa i estava dirigit per Mehndi Hasan, nazim de Sultanpur, pels rajes de Gonda, Nanpara, Atrauli i Chaurda (aquest darrer del districte de Bahraich) i per nombrosos talukdars entre els quals Guljar Ali, el rebel sayyid d'Amorha. En una batalla a Amorha van rodejar als britànics i el va causar pèrdues; les forces rebels foren reforçades per Muhammad Hasan de Gorakhpur que havia arribat una mica tard, amb quatre mil homes, i llavors Rowcroft, va enviar un destacament dirigit pel major Cox; els britànics van posar fi finalment a la revolta a la zona de Basti. Al final de la lluita Muhammad Hasan es va lliurar per haver ajudat un dia (abans del conflicte) al coronel Lennox; el Bobu de Bakhira fou penjat; el raja de Nagar es va suïcidar abans de ser executat; la rani d'Amorha va perdre tota la propietat per complicitat; i així tots els que van lluitar contra els britànics. Una guarnició britànica va quedar fixada a Gorakhpur.
El 6 de maig de 1865 es va formar el districte. Estava dividit en cinc tahsils:
- Domdriaganj
- Bansi
- Haraia
- Basti
- Khalilabad.

El tahsil de Basti estava format per les parganes de Nagar, Basti, Maghar i Mahull amb una superfície 1388 km² i població de 313.327 el 1881, 377.935 el 1891 i 393.079 el 1901 amb 1600 pobles i una ciutat, la capital Basti.
Va participar en els moviments de no cooperació dels anys 20, i va rebre la visita de Mohandas Gandhi i Nehru el 1929. Va participar també al Quit India Movement de 1942 i es van produir certes violències